# Gling-Gló
Gling-Gló – debiutancki, a zarazem jedyny album islandzkiego zespołu jazzowego Björk Guðmundsdóttir & tríó Guðmundar Ingólfssonar, w skład którego wchodzili piosenkarka Björk Guðmundsdóttir oraz członkowie trio jazzowego tríó Guðmundar Ingólfssonar: Guðmundur Ingólfsson (fortepian), Guðmundur Steingrímsson (perkusja) i Þórður Högnason (gitara basowa). Album został nagrany 1 i 3 września 1990 i wydany tego samego roku.
„Gling-Gló” to wyraz dźwiękonaśladowczy używany w języku islandzkim na określenie tykania zegara (czyli „tik-tak” po polsku).
Gling-Gló zawiera 16 utworów, głównie standardów islandzkiego jazzu, z czego 14 wykonywanych jest po islandzku, a pozostałe dwa po angielsku.